# Trenčín
Trenčín (alemão: Trentschin, húngaro: Trencsén) é uma cidade do noroeste da Eslováquia, capital do distrito de Trenčín, região de Trenčín. Área 81,99 km².

## Demografia
| Ano:        | 1994   | 2004   | 2014   | 2024   |
| ----------- | ------ | ------ | ------ | ------ |
| Broj ljudi: | 58 347 | 56 850 | 55 857 | 54 130 |
| Razlika:    |        | -2,56% | -1,74% | -3,09% |

| Ano:               | 2023   | 2024   |
| ------------------ | ------ | ------ |
| Número de pessoas: | 54 065 | 54 130 |
| Diferença:         |        | +0,12% |